# Principes philosophiques sur la matière et le mouvement
Les Principes philosophiques sur la matière et le mouvement est un essai de Denis Diderot écrit en 1770 et publié en 1792, par Naigeon, dans l’Encyclopédie méthodique, précédé du commentaire suivant.

« Cet écrit n’a jamais été imprimé ; une dissertation, publiée en 1770 par un anonyme, en a été l’occasion. Un ami de l’auteur et qui l’était aussi de Diderot le pria d’examiner cette dissertation et de lui en dire franchement son avis. Cet examen a produit les réflexions qu’on va lire. On y reconnaît surtout combien l’étude de la chimie, dont Diderot s’était occupé pendant plusieurs années, avec cette aptitude qu’il avait pour toutes les sciences, lui avait été utile. Les applications qu’il a su faire depuis de ces connaissances si nécessaires et sans lesquelles il ne peut y avoir ni bonne physique ni bonne philosophie font regretter qu’il n’ait pas pris plus tôt les leçons de Rouelle. C’est dans le laboratoire de ce grand chimiste qu’il aurait trouvé la réponse à la plupart des questions qui terminent ses Pensées sur l'interprétation de la nature, ou plutôt il ne les aurait jamais proposées : car une grande partie de ces doutes, si difficiles à éclaircir par la métaphysique, même la plus hardie, se résolvent facilement par la chimie. C’est sur le manuscrit autographe de Diderot que je publie ce fragment précieux de sa philosophie. »

— Naigeon, Encyclopédie méthodique, Philosophie ancienne et moderne, vol. 2, Paris, Panckoucke, 1792, p. 192.